# Hamid Kukić
Hamid Kukić (? Knežina, okres Sokolac, Bosna a Hercegovina – 26. ledna 1967 Sarajevo, Socialistická federativní republika Jugoslávie) byl bosenskohercegovský politik a úředník bosňáckého původu.

## Život
V rodné obci navštěvoval základní školu. Reálku, nižší gymnázium, absolvoval v Sarajevu. Ve školních letech 1910 až 1913 a znovu roku 1920 byl stipendistou muslimého podpůrného spolku Gajret (Úsilí).
Roku 1914 po atentátu na rakousko-uherského následníka trůnu byl zatčen s ostatními sympatizanty organizace Mladé Bosny, následně byl uvězněn v internačním táboře. Roku 1915 narukoval, aby se vyhnul další internaci, a bojoval na východní, haličské frontě. Zde byl zajat Rusy a nato vstoupil do dobrovolnického sboru Jihoslovanů, který mj. bojovali na suluňské frontě.
Po skončení první světové vélky odcestoval do Francie, kde se zapsal na studia politických věd. Po návratu do vlasti roku 1920 získal místo tajemníka a od roku 1924 i redaktora časopisu Gajret stejnojmenného podpůrného spolku. Na tomto místě zůstal do roku 1927 a následně mezi lety 1931 a 1941.
Současně se pokoušel uspět v politice, když roku 1920 kandidoval do Ústavodárného shromáždění Království Srbů, Chorvatů a Slovinců na kandidátce Muslimské malorolnické strany (Muslimanska težačka stranka) Šefkiji Gluhiće. V této strěně byli aktivní i Alija Kurtović, předseda Gajretu, a jeho bratr Šukrija Kurtović, šéfredaktor časopisu Gajret. Strana ve volbách ovšem zcela propadla a brzy zanikla.
V dubnové válce roku 1941 narukoval do jugoslávské armády, ale po brzké kapitulaci vojska byl zajat a odvezen do internačního tábora v Německu, kde pobýval až do konce druhé světové války roku 1945. Následně znovu působil jako tajemník, nyní již spolku Preporod (Obrození), který nahradil dřívější organizace Narodna uzdanica a Gajret. Roku 1949, kdy byl Preporod úředně rozpuštěn, začal působit v orgánech Islámského společenství, mezi lety 1949 a 1959 na postu vakufského ředitele, správce majetku islámských nadací. Roku 1959, kdy došlo ke spojení Vakufského ředitelství a Ulema-medžlisu, nejvyšší duchovní rady, do Stařešinstva islámského náboženského společenství, získal post tajemníka Stařešinstva. Vedle toho v letech 1950–1954 a 1958–1961 redigoval věstník islámské obce (Glasnik Vrhovnog islamskog starješinstva u FNRJ). Roku 1960 byl kvůli chatrnému zdraví penzionován.